# Citi Open
El Torneig de Washington DC, conegut oficialment com a Citi Open, és un torneig de tennis professional que es disputa anualment sobre pista dura al The Tennis Center de College Park, Maryland, Estats Units, població situada prop de Washington DC. Pertany als International Tournaments del circuit WTA femení.
La primera edició del torneig es va disputar l'any 2011.

## Palmarès

### Individual femení
| Any               | Campiona                                              | Finalista                                             | Resultat                                              |
| ----------------- | ----------------------------------------------------- | ----------------------------------------------------- | ----------------------------------------------------- |
| WTA 500           |                                                       |                                                       |                                                       |
| 2025              | Leylah Fernandez                                      | Anna Kalinskaya                                       | 6−1, 6−2                                              |
| 2024              | Paula Badosa                                          | Marie Bouzková                                        | 6−1, 4−6, 6−4                                         |
| 2023              | Coco Gauff                                            | Maria Sakkari                                         | 6−2, 6−3                                              |
| WTA 250           |                                                       |                                                       |                                                       |
| 2022              | Liudmila Samsonova                                    | Kaia Kanepi                                           | 4−6, 6−3, 6−3                                         |
| 2021              | Torneig suspès a causa de la pandèmia per coronavirus | Torneig suspès a causa de la pandèmia per coronavirus | Torneig suspès a causa de la pandèmia per coronavirus |
| 2020              | Torneig suspès a causa de la pandèmia per coronavirus | Torneig suspès a causa de la pandèmia per coronavirus | Torneig suspès a causa de la pandèmia per coronavirus |
| WTA International |                                                       |                                                       |                                                       |
| 2019              | Jessica Pegula                                        | Camila Giorgi                                         | 6−2, 6−2                                              |
| 2018              | Svetlana Kuznetsova (2)                               | Donna Vekić                                           | 4−6, 7−6(7), 6−2                                      |
| 2017              | Iekaterina Makàrova                                   | Julia Goerges                                         | 3−6, 7−6(2), 6−0                                      |
| 2016              | Yanina Wickmayer                                      | Lauren Davis                                          | 6−4, 6−2                                              |
| 2015              | Sloane Stephens                                       | Anastassia Pavliutxénkova                             | 6−1, 6−2                                              |
| 2014              | Svetlana Kuznetsova                                   | Kurumi Nara                                           | 6−3, 4−6, 6−4                                         |
| 2013              | Magdaléna Rybáriková (2)                              | Andrea Petkovic                                       | 6−4, 7−6(2)                                           |
| 2012              | Magdaléna Rybáriková                                  | Anastassia Pavliutxénkova                             | 6−1, 6−1                                              |
| 2011              | Nàdia Petrova                                         | Shahar Pe'er                                          | 7−5, 6−2                                              |

### Dobles femenins
| Any               | Campiones                                             | Finalistes                                            | Resultat                                              |
| ----------------- | ----------------------------------------------------- | ----------------------------------------------------- | ----------------------------------------------------- |
| WTA 500           |                                                       |                                                       |                                                       |
| 2025              | Taylor Townsend Zhang Shuai                           | Caroline Dolehide Sofia Kenin                         | 6−1, 6−1                                              |
| 2024              | Asia Muhammad Taylor Townsend                         | Jiang Xinyu Wu Fang-hsien                             | 7−6(0), 6−3                                           |
| 2023              | Laura Siegemund Vera Zvonariova                       | Alexa Guarachi Monica Niculescu                       | 6−4, 6−4                                              |
| WTA 250           |                                                       |                                                       |                                                       |
| 2022              | Jessica Pegula Erin Routliffe                         | Anna Kalinskaya Caty McNally                          | 6−3, 5−7, [12−10]                                     |
| 2021              | Torneig suspès a causa de la pandèmia per coronavirus | Torneig suspès a causa de la pandèmia per coronavirus | Torneig suspès a causa de la pandèmia per coronavirus |
| 2020              | Torneig suspès a causa de la pandèmia per coronavirus | Torneig suspès a causa de la pandèmia per coronavirus | Torneig suspès a causa de la pandèmia per coronavirus |
| WTA International |                                                       |                                                       |                                                       |
| 2019              | Cori Gauff Caty McNally                               | Maria Sanchez Fanny Stollár                           | 6−2, 6−2                                              |
| 2018              | Han Xinyun Darija Jurak                               | Alexa Guarachi Erin Routliffe                         | 6−3, 6−2                                              |
| 2017              | Shuko Aoyama Renata Voracova                          | Eugenie Bouchard Sloane Stephens                      | 6−3, 6−2                                              |
| 2016              | Monica Niculescu Yanina Wickmayer                     | Shuko Aoyama Risa Ozaki                               | 6−4, 6−3                                              |
| 2015              | Belinda Bencic Kristina Mladenovic                    | Lara Arruabarrena Andreja Klepač                      | 7−5, 7−6(7)                                           |
| 2014              | Shuko Aoyama Gabriela Dabrowski                       | Hiroko Kuwata Kurumi Nara                             | 6−1, 6−2                                              |
| 2013              | Shuko Aoyama Vera Duixévina                           | Eugenie Bouchard Taylor Townsend                      | 6−3, 6−3                                              |
| 2012              | Shuko Aoyama Chang Kai-chen                           | Irina Falconi Chanelle Scheepers                      | 7−5, 6−2                                              |
| 2011              | Sania Mirza Iaroslava Xvédova                         | Olga Govortsova Al·la Kudriàvtseva                    | 6−3, 6−3                                              |